# Tetragnatha crassichelata
Tetragnatha crassichelata este o specie de păianjeni din genul Tetragnatha, familia Tetragnathidae, descrisă de Chrysanthus, 1975. Conform Catalogue of Life specia Tetragnatha crassichelata nu are subspecii cunoscute.